# Хебар, Андрей
Андрей Хебар (словен. Andrej Hebar; род. 7 сентября 1984, Любляна) — словенский хоккейный крайний нападающий и менеджер.

## Достижения

### Клубные
- Чемпион Словении: 2003, 2007, 2008, 2009, 2010, 2013
- Обладатель Кубка Словении: 2016, 2021
- Победитель чемпионата мира до 18 лет во втором дивизионе: 2001
- Победитель чемпионата мира в первом дивизионе: 2010, 2012, 2016

## Личная жизнь
Брат Тиан (род. 2005) — хоккеист, игрок сборной Словении; сын Андрей (род. 2007) — хоккеист, играет в молодёжных командах чешского клуба «Оцеларжи».